# Владимировка (Шаранский район)
Владимировка (баш. Владимировка) — деревня в Шаранском районе Республики Башкортостан Российской Федерации. Входит в состав Писаревского сельсовета.

## География

### Географическое положение
Находится на левом берегу реки Тюльгаза недалеко от её истока. Расстояние до:
- районного центра (Шаран): 32 км,
- центра сельсовета (Писарево): 7 км,
- ближайшей ж/д станции (Туймазы): 62 км.

## История
Деревня основана в 1912–15 годах на территории Белебеевского уезда Уфимской губернии выходцами из современной Чувашии, за ними переселились несколько семей из деревень Новоалександровка и Новокнязево.
В 1920 году по официальным данным в посёлке Владимировка Шаранской волости было 4 двора и 24 жителя (10 мужчин, 14 женщин), по данным подворного подсчета — 27 чувашей в 4 хозяйствах.
В 1925 году хозяйств было уже 14; в 1926 году деревня относилась к Шаранской волости Белебеевского кантона Башкирской АССР.
В 1929 году деревня вошла в состав колхоза «Интернационал», в 1930 году — в состав сактинского колхоза «Пример», с 1935 года — в колхоз им. Горького.
В 1939 году в деревне Владимировка Сактинского сельсовета Шаранского района проживало 104 жителя (49 мужчин, 55 женщин), в 1959 году — 90 жителей (35 мужчин, 55 женщин).
В апреле 1960 года населённые пункты Сактинского сельсовета вошли в состав совхоза «Мичуринский», с 1972 года — совхоза «Краснополянский».
В 1970 году в деревне насчитывался 81 житель (34 мужчины, 47 женщин), в 1979 году — 60 человек (27 мужчин, 33 женщины), в 1989 году — 46 жителей (25 мужчин, 21 женщина).
В 1992 году Сактинский сельсовет вошёл в состав Писаревского.
В 2002 году в деревне Владимировка Писаревского сельсовета проживало 32 человека (18 мужчин, 14 женщин), преобладали чуваши (72 %).
В 2010 году — 37 человек (22 мужчины, 15 женщин).

## Население
| 2002 | 2009 | 2010 |
| ---- | ---- | ---- |
| 32   | ↗36  | ↗37  |

## Инфраструктура
Деревня электрифицирована и газифицирована, единственная улица представляет собой грунтовую просёлочную дорогу. Социальных и производственных объектов нет.